# Zygmunt Czechowicz
Zygmunt Czechowicz, Zygmunt Czechowicz-Lachowicki herbu Ostoja (ur. 19 sierpnia 1831 w Surwiliszkach — zm. 27 października 1907) – członek Komitetu Prowincjonalnego Litewskiego i Prowincjonalnego Rządu Tymczasowego Litwy i Białorusi, zesłaniec, jeden z przedstawicieli XIX-wiecznego białoruskiego ruchu narodowego.  
Syn Bernarda Czechowicza i Józefy Mirskiej, urodził się w majątku Surwiliszki w powiecie dziśnieńskim. W 1851 roku ukończył wileński instytut szlachecki, studiował potem na Uniwersytecie Petersburskim. W poglądach bliski Konstantemu Kalinowskiemu, wraz z nim od 1862 roku wchodził w skład Prowincjonalnego Komitetu Litewskiego, a następnie Prowincjonalnego Rządu Tymczasowego Litwy i Białorusi. Aresztowany latem 1863 roku, został skazany na 12 lat zesłania. Po powrocie mieszkał w majątku w powiecie wilejskim, gdzie utrzymywał znajomość z Jankiem Kupałą.